# Vera Lantratova
Vera Stepanovna Lantratova (em russo:  Вера Степановна Лантратова; Bacu, 11 de maio de 1947 – 2021) foi uma voleibolista russa que competiu pela União Soviética nos Jogos Olímpicos de 1968.
Em 1968, ela fez parte da equipe soviética que conquistou a medalha de ouro no torneio olímpico, no qual atuou em seis partidas. Com a seleção nacional, também conquistou o Campeonato Europeu de 1967 e o Mundial de 1970.

## Morte
Em 19 de abril de 2021, a Federação Russa de Voleibol divulgou a morte de Lantratova.